# Sidoarjo Satu Pasar Miring
Sidoarjo Satu Pasar Miring is een bestuurslaag in het regentschap Deli Serdang van de provincie Noord-Sumatra, Indonesië. Sidoarjo Satu Pasar Miring telt 4569 inwoners (volkstelling 2010).